# NXT Tag Team Championship
NXT Tag Team Championship – tytuł mistrzowski dywizji tag team profesjonalnego wrestlingu stworzony i promowany przez federację WWE. Mistrzostwo jest bronione w rozwojowym brandzie NXT. Pierwszymi mistrzami byli British Ambition (Adrian Neville i Oliver Grey).

## Historia
Mistrzostwo zostało wprowadzone 23 stycznia 2013 podczas odcinka tygodniówki NXT. Specjalny gość Shawn Michaels miał ukoronować pierwszych mistrzów wyłonionych w turnieju. 13 lutego 2013 The British Ambition (Adrian Neville i Oliver Grey) pokonali The Wyatt Family (Luke’a Harpera i Ericka Rowana) w finale turnieju, tym samym stając się pierwszymi mistrzami. Kiedy Grey został kontuzjowany, jego miejsce zajął Bo Dallas. Dallas i Neville przegrali walkę o tytuły z The Wyatt Family. Dallas nie był uznawany za mistrza. 17 lipca, Neville i Corey Graves pokonali Wyatt Family w walce o tytuły, przez co Neville stał się pierwszą osobą posiadającą tytuł więcej niż raz. 8 czerwca 2016 The Revival (Scott Dawson i Dash Wilder) stali się pierwszą drużyną, która była mistrzami więcej niż jeden raz, pokonując American Alpha (Chada Gable'a i Jasona Jordana) na gali NXT TakeOver: The End.
1 kwietnia 2017 podczas WrestleMania Axxess, generalny menadżer NXT William Regal ogłosił odnowienie wyglądów wszystkich pasów NXT. Nowe pasy NXT Tag Team Championship zostały zaprezentowane na gali NXT TakeOver: Orlando przed pojedynkiem #DIY (Johnnym Gargano i Tommaso Ciampą), The Revival (Scottem Dawsonem i Dashem Wilderem) i broniących mistrzostw The Authors of Pain (Akamem i Rezarem).

### Turniej wprowadzający
|  | Ćwierćfinały                                    | Ćwierćfinały                     |     |     | Półfinały | Półfinały |  |  | Finał | Finał |
|  |                                                 |                                  |     |     |           |           |  |  |       |       |
|  |                                                 |                                  |     |     |           |           |  |  |       |       |
|  |                                                 |                                  |     |     |           |           |  |  |       |       |
|  | The Wyatt Family (Luke Harper i Erick Rowan)    | Pin                              |     |     |           |           |  |  |       |       |
|  | The Wyatt Family (Luke Harper i Erick Rowan)    | Pin                              |     |     |           |           |  |  |       |       |
|  | Percy Watson i Yoshi Tatsu                      |                                  |     |     |           |           |  |  |       |       |
|  | The Wyatt Family                                | Pin                              |     |     |           |           |  |  |       |       |
|  | The Wyatt Family                                | Pin                              |     |     |           |           |  |  |       |       |
|  |                                                 | Bo Dallas i Michael McGillicutty |     |     |           |           |  |  |       |       |
|  | Bo Dallas i Michael McGillicutty                | Pin                              |     |     |           |           |  |  |       |       |
|  | Bo Dallas i Michael McGillicutty                | Pin                              |     |     |           |           |  |  |       |       |
|  | Primo i Epico                                   |                                  |     |     |           |           |  |  |       |       |
|  | The Wyatt Family                                |                                  |     |     |           |           |  |  |       |       |
|  |                                                 |                                  |     |     |           |           |  |  |       |       |
|  |                                                 | British Ambition                 | Pin |     |           |           |  |  |       |       |
|  | British Ambition (Adrian Neville i Oliver Grey) | British Ambition                 | Pin | Pin |           |           |  |  |       |       |
|  | British Ambition (Adrian Neville i Oliver Grey) |                                  |     | Pin |           |           |  |  |       |       |
|  | 3MB (Drew McIntyre i Heath Slater)              |                                  |     |     |           |           |  |  |       |       |
|  | British Ambition                                | Pin                              |     |     |           |           |  |  |       |       |
|  | British Ambition                                | Pin                              |     |     |           |           |  |  |       |       |
|  |                                                 | Kassius Ohno i Leo Kruger        |     |     |           |           |  |  |       |       |
|  | Kassius Ohno i Leo Kruger                       | Pin                              |     |     |           |           |  |  |       |       |
|  | Kassius Ohno i Leo Kruger                       | Pin                              |     |     |           |           |  |  |       |       |
|  | Alex Riley i Derrick Bateman                    |                                  |     |     |           |           |  |  |       |       |
|  |                                                 |                                  |     |     |           |           |  |  |       |       |

## Wygląd pasa mistrzowskiego
Oryginalne pasy NXT Tag Team Championship miały prostą konstrukcję. Płyta środkowa była nieregularnym wielokątem. Na środku płyty znajdowało się pionowe logo NXT w kolorze złotym; po lewej stronie logo widniał napis „Tag”, a po prawej stronie „Team”. Dwie boczne płyty zawierały logo WWE. Płyty były na czarnym skórzanym pasku. Unikalną cechą tego oryginalnego projektu było to, że dwa paski były nieco inne. Na jednym pasie, lewa strona płyty środkowej była czarna ze złotym napisem „Tag”, podczas gdy prawa strona płyty środkowej była złota z napisem „Team” na czarno; drugi pas był odwrotny. Boczne płyty również odzwierciedlały tę kolorystykę; boczna płyta po czarnej stronie była zdominowana przez czarne tło za logo WWE, podczas gdy boczna płyta po złotej stronie miała dominujące złote tło za logo WWE. Kiedy po raz pierwszy zostały wprowadzone, boczne płyty miały logo zdrapki WWE, ale w sierpniu 2014 roku wszystkie istniejące wcześniej mistrzostwa WWE otrzymały niewielką aktualizację, zmieniając logo zdrapki na obecne logo WWE, które było pierwotnie używane na WWE Network.
1 kwietnia 2017 roku na WrestleMania Axxess, Generalny Menadżer NXT, William Regal, ogłosił, że wszystkie pasy tytułowe NXT zostaną przeprojektowane. Nowe pasy mistrzowskie zostały zaprezentowane na TakeOver: Orlando tej samej nocy i wręczone zwycięzcom ich walk. Zarówno środkowa płyta, jak i boczne płyty nowych pasów NXT Tag Team Championship mają ten sam kształt co poprzedni projekt i są ponownie na czarnych skórzanych paskach. Różnice polegają na wyglądzie samych płyt. Środkowa płyta utrzymuje pionowe logo NXT wyraźnie pośrodku, ale teraz w kolorze srebrnym z logo WWE umieszczonym w samym środku „X”. Na górze płyty tuż nad pionowym logo NXT znajduje się baner z napisem „Tag Team”, natomiast na dole płyty pod logo znajduje się baner z napisem „Champions”. Resztę płyty wypełniają czarne, srebrne i złote zdobienia. W przeciwieństwie do poprzedniego projektu oba paski są dokładnie takie same. Zgodnie z większością innych mistrzowskich pasów WWE, zaktualizowany projekt zawiera boczne płyty ze zdejmowaną częścią środkową, które można spersonalizować za pomocą logo mistrza; domyślne płyty boczne posiadają logo WWE. W rezultacie mistrzostwa były pierwszymi mistrzostwami WWE tag team, w których zastosowano konfigurowalne płyty boczne.

## Panowania
W historii było 30 mistrzowskich drużyn, w tym 60 indywidualnych mistrzów, gdzie The Undisputed Era posiadali tytuły rekordowo trzy razy. Indywidualnie Kyle O’Reilly również posiada rekord posiadań, który wynosi trzy. Inauguracyjnymi mistrzami byli British Ambition (Adrian Neville i Oliver Grey). Najdłużej panującymi mistrzami byli The Ascension (Conor O’Brian/Konnor i Rick Victor/Viktor); tytuły dzierżyli 364 dni (WWE uznaje 343 dni, co nadal jest najdłuższym panowaniem). Najkrócej mistrzostwa posiadali Moustache Mountain (Tyler Bate i Trent Seven), gdzie ich panowanie trwało jedynie 2 dni (WWE uznaje 22 dni). W wieku 21 lat Tyler Bate jest najmłodszym mistrzem, zaś najstarszym jest Bobby Fish, który stał się mistrzem w wieku 42 lat.
Obecnymi mistrzami są Hank and Tank (Hank Walker i Tank Ledger), którzy są w swoim pierwszym panowaniu. Pokonali poprzednich mistrzów Nathana Frazera i Axioma na Stand & Deliver, 19 kwietnia 2025.